# Dolenje Dole
Dolenje Dole so naselje v Občini Škocjan.